# مس بومی
مس بومی شکل غیرترکیبی مس است که به‌عنوان یک کانی طبیعی یافت می‌شود. مس، یکی از معدود عناصر فلزی است که به‌صورت بومی وجود دارد، هرچند که معمولاً در حالت اکسیدشده و مخلوط با عناصر دیگر یافت می‌شود. مس بومی یکی از کانسنگ‌های مهم مس در طول تاریخ بوده و توسط مردمان پیشاتاریخ استفاده می‌شده‌است.
مس بومی به‌ندرت به‌صورت بلورهای مکعبی و هشت‌وجهی ایزومتریک، اما بیشتر به‌صورت توده‌های نامنظم و به‌صورت «پُرکنندهٔ شکاف‌ها» دیده می‌شود. روی سطوح تازهٔ مس بومی، رنگ مایل به قرمز، نارنجی و/یا قهوه‌ای دارد، اما معمولاً هوازده می‌شود و با رنگ سبز کربنات مس (II)، لکه‌دار می‌شود (که با عنوان پتینه یا سبز مسی نیز شناخته می‌شود). چگالی نسبی آن ۸٫۹ و سختی آن ۲٫۵–۳ است.
معادن ذخایر مس بومی کیوینا (Keweenaw) در میشیگان علیا تولیدکنندگان عمدهٔ مس در قرن ۱۹ و اوایل قرن ۲۰ بودند و همچنان بزرگ‌ترین ذخایر مس بومی در جهان هستند. بومیان آمریکا مس را در مقیاس کوچک در این مکان و بسیاری از مکان‌های دیگر استخراج می‌کردند و شواهدی از مسیرهای تجارت مس در سراسر آمریکای شمالی در میان مردم بومی وجود دارد که با تجزیه و تحلیل ایزوتوپی اثبات شده‌است. نخستین معادن تجاری مس بومی، در شبه‌جزیرهٔ کیوینا (که با نام مستعار " کشور مس " و "جزیرهٔ مس" شناخته می‌شود) در دههٔ ۱۸۴۰ افتتاح شد. جزیره رویال در غرب دریاچه سوپریور نیز محلی با مقدار زیادی مس بومی بود. برخی از آن ذخایر، توسط مردم بومی استخراج شد و تنها یکی از چندین تلاش تجاری در استخراج معدن در آن‌جا به سود رسید.
یکی دیگر از ذخایر اصلی مس بومی در کورو کورو در بولیوی است.

## نگارخانه

چند نوع مس بومی و محل کشف آن‌ها
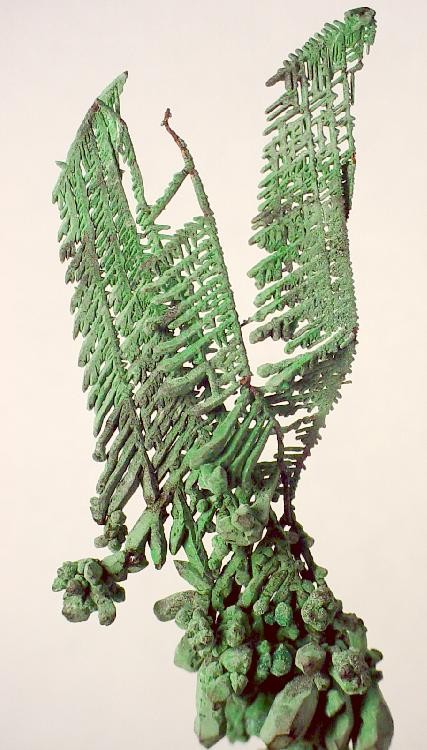
از بروکن هیل، نیو ساوت ولز ، استرالیا
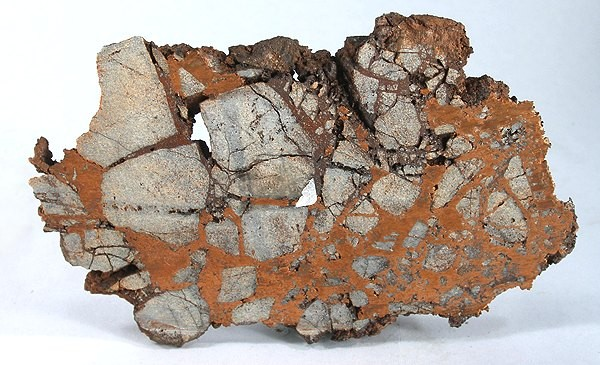
سنگی حاوی مس بومی ازمعدن ری، آریزونا
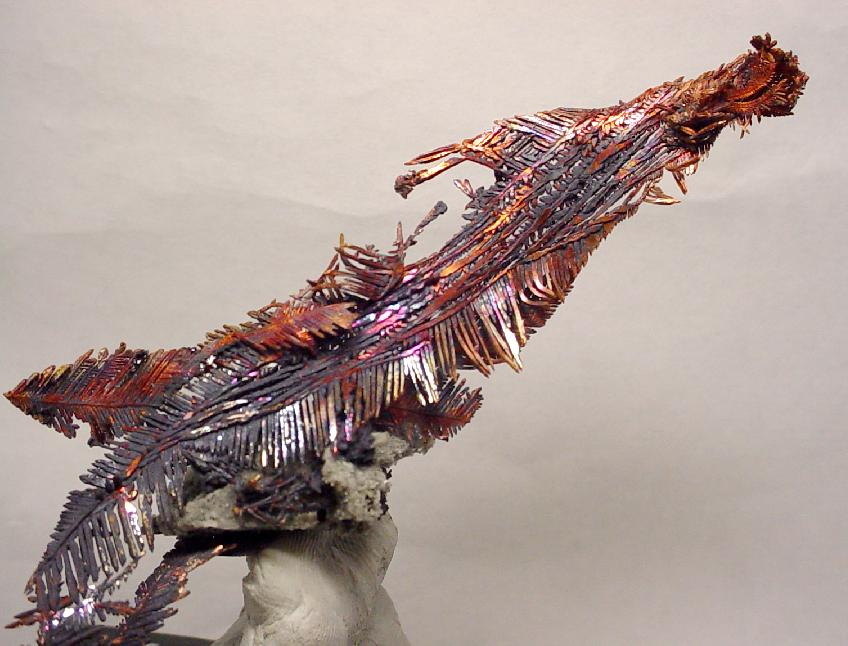
مس بومی از معدن ایتاوز، قزاقستان
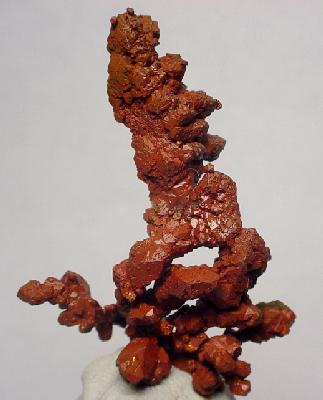
مس بومی از تسومب ، نامیبیا
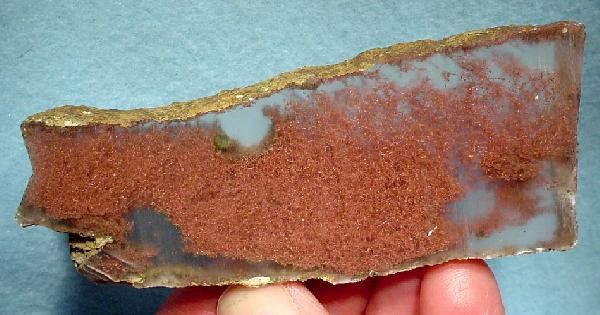
مس بومی دندریتیک محصور در سنگ گچ شفاف از معدنی در شهرستان پیما، آریزونا، ایالات متحده
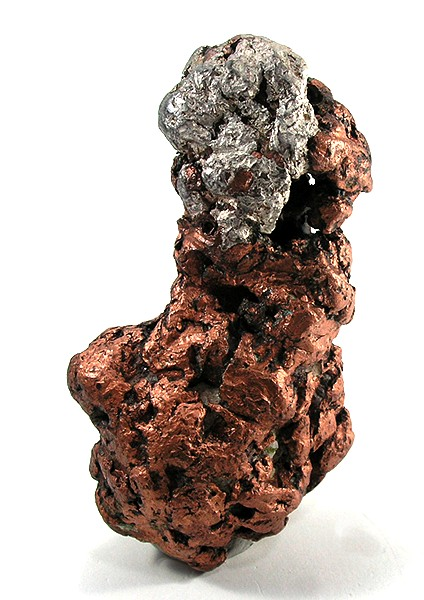
قطعهٔ "دوگانهٔ مس-نقره" از شهرستان کیوینا ، ایالات متحده
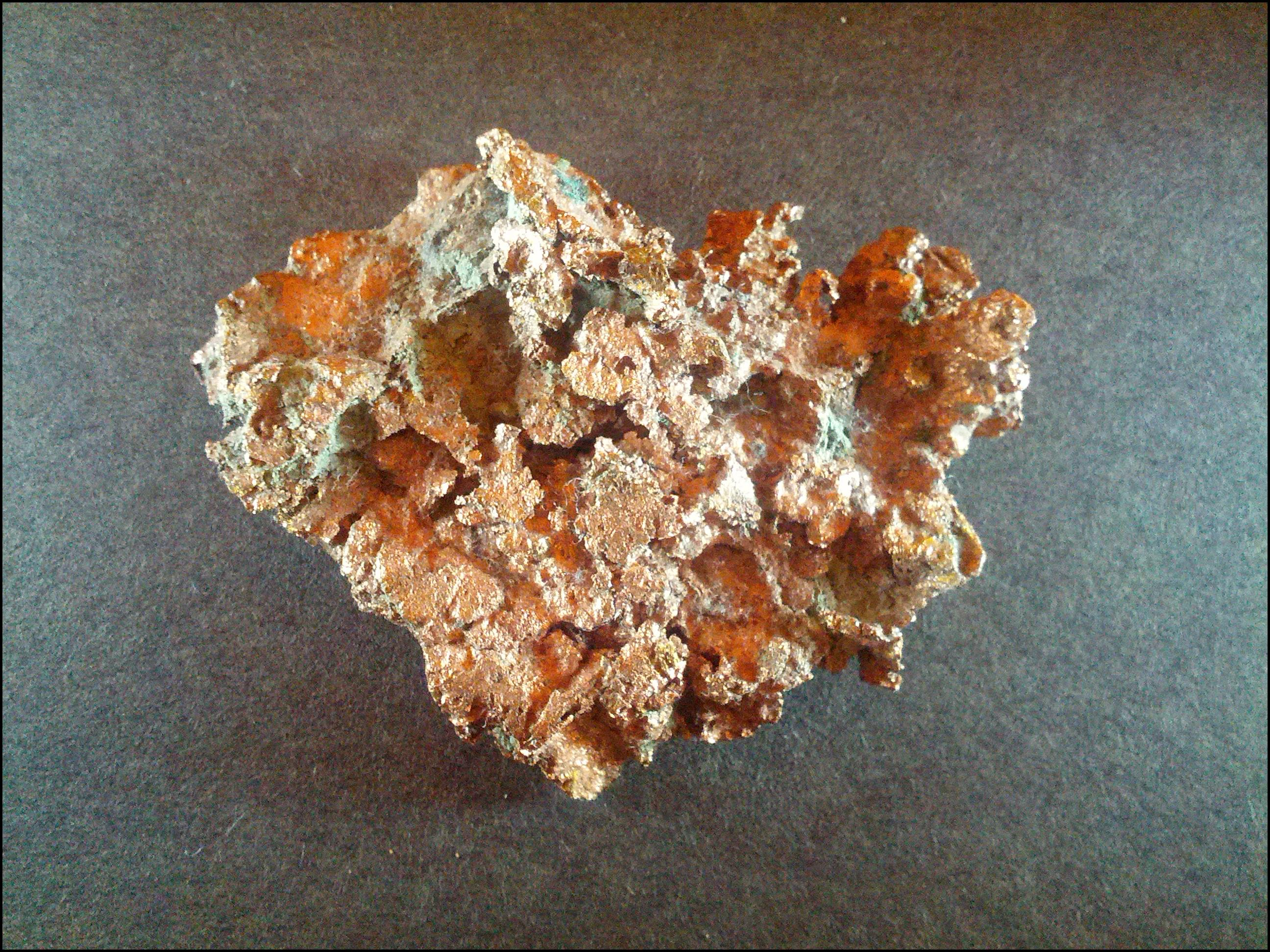
مس بومی از شبه‌جزیره کیوینا در میشیگان ، ایالات متحده